# Knini-mező
A Knini-mező (horvátul: Kninsko polje) egy karsztmező Horvátországban, Észak-Dalmáciában.

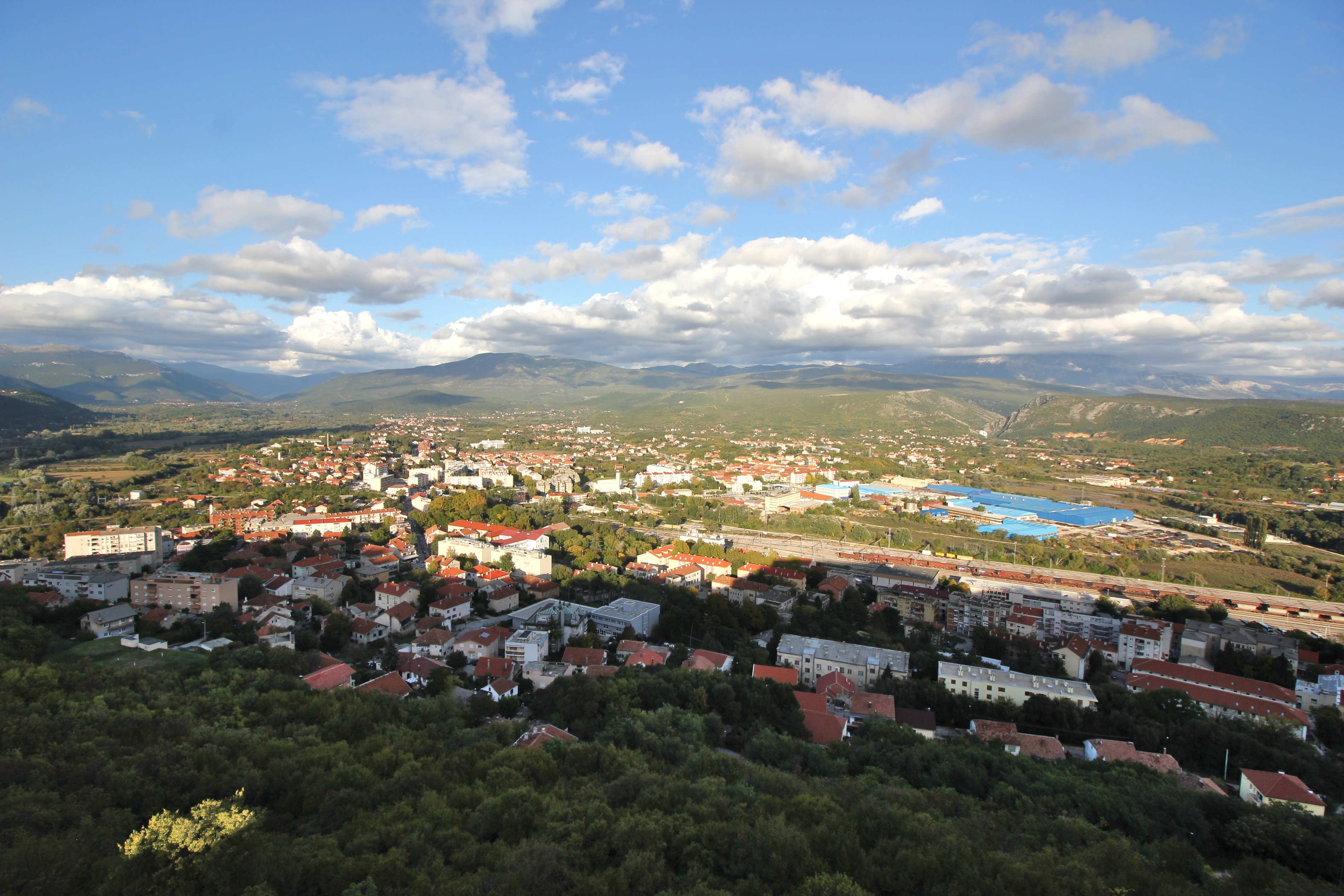
Knin és a Knini-mező látképe a várból

A Knini-mező Knin városától északkeletre fekszik. Hosszúsága 10,5 km, szélessége 3,5 km, területe 20,2 km². Tengerszint feletti magassága 220 és 300 m között váltakozik. A mező található a Krka forrása. Fő települése Knin városa. A mező közepén helyezkedik el Kninsko Polje, északi szélén pedig Vrpolje település.
A lakosság a közeli városban dolgozik, valamint mezőgazdasággal és állattartással foglalkozik. Fő termények a gabonafélék, a szőlő és a zöldségfélék. A tenyésztett háziállatok a juh, a kecske, a sertés és a szarvasmarha.